# 马唐
马唐（学名：Digitaria sanguinalis）是一种禾本科馬唐屬的植物。全世界温带、热带地区广泛分布，通常只被人們當作一種雜草，但德國和波蘭人有時也會食用馬唐。